# Цуруси
Цуруси или Ана-цуруси (яп. 釣殺し цуруси, букв. «подвешивание») — пытка, называемая «обратным повешением» или «пыткой полостью», использовавшаяся в XVII веке в Японии против подпольных христиан (Какурэ-кириситан), пытавшихся с этой целью вызвать отступничество от веры.

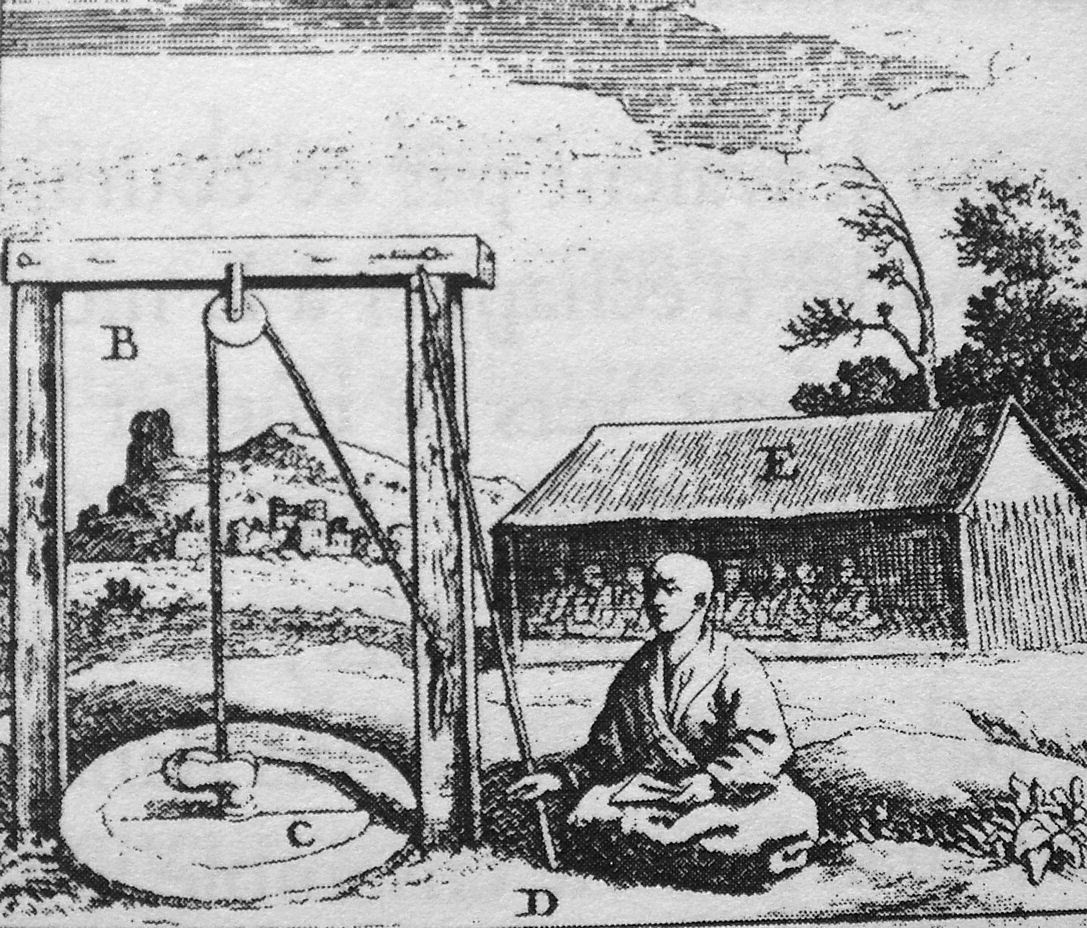
Гравюра XVII века

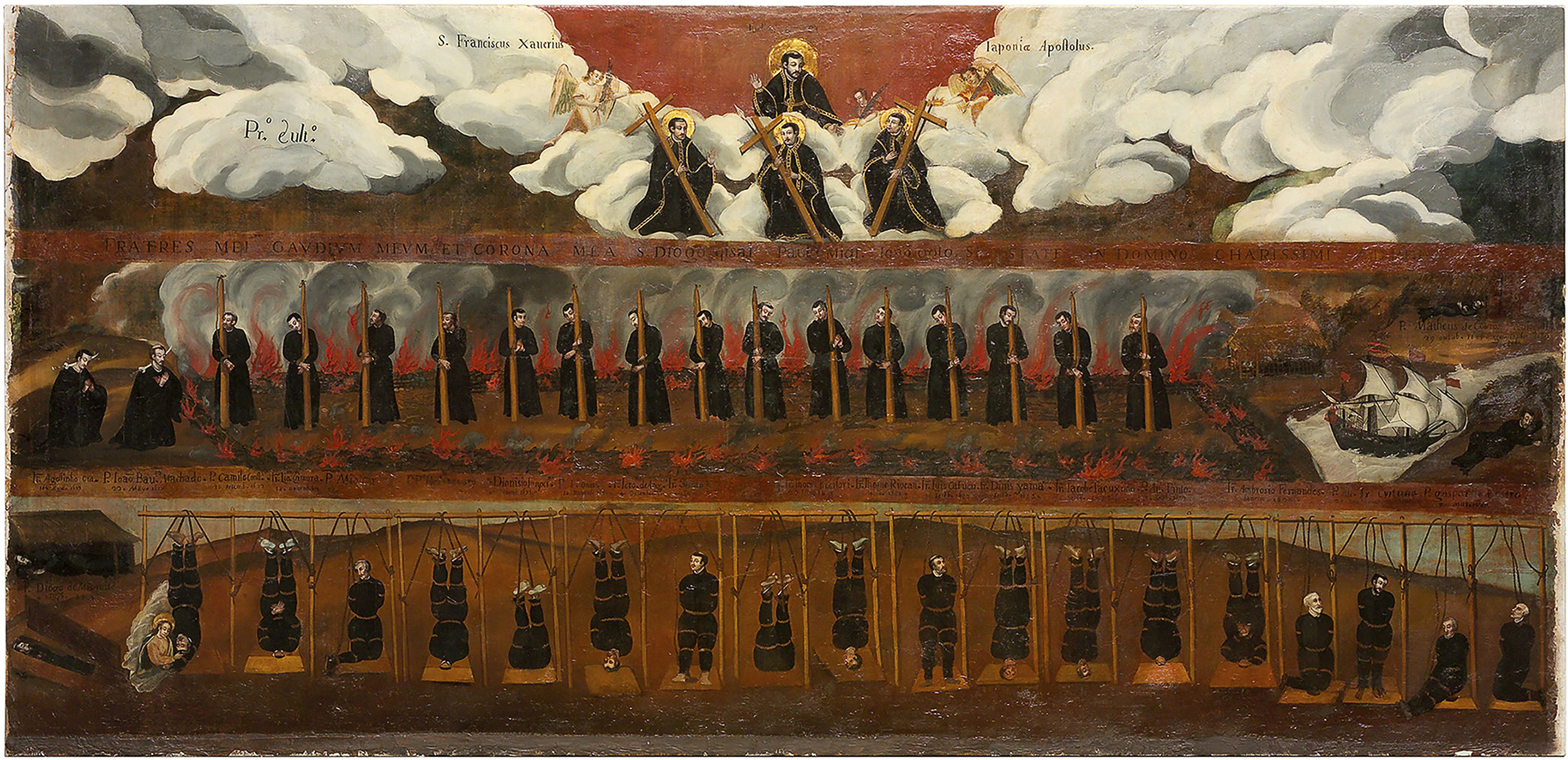
Мучения христианских миссионеров в Нагасаки

Истязаемого подвешивали за ноги на веревке, одну руку привязывали к телу, другую оставляли свободной, чтобы в любой момент он или она могли дать знак, что готовы отречься от своей веры.
Гонения на христиан происходили в период Эдо после указа Иэмицу Токугавы о самоизоляции страны. Цуруши применяли как к коренным японцам, так и к европейцам.
Подвергаемых пытке часто подвешивали над ямой, наполненной нечистотами, фекалиями. Обычно кожу черепа надрезали возле ушей или на лбу, чтобы снизить кровяное давление в голове. Иногда для усиления страданий к телу прикрепляли камни.
Пишут, что эта пытка была невыносимой для тех, кто подвергался ей, хотя некоторые особенно стойкие мученики, такие как Лоренцо Руис, не ломались под пытками.
Продолжительные пытки приводили к смерти от потери крови, повышения внутричерепного давления, внутричерепного кровотечения, удушья или невыносимой боли. Иногда жертвы цуруси тонули в яме, наполненной после проливных дождей.
Пытка цуруси описана в романе Сюсаку Эндо «Молчание».